# Wicked Lester
Wicked Lester var ett amerikanskt rockband, grundat 1970, ursprungligen med namnet Rainbow. 
Två av medlemmarna var Gene Simmons och Paul Stanley som 1973 grundade Kiss. Wicked Lester lät sig inspireras av bland andra The Beatles och The Beach Boys. Bandet hade skivkontrakt 1972 och spelade in en platta. När plattan väl var inspelad så vägrade skivbolaget att släppa den på grund av att man inte tyckte om musiken. Efter detta missöde bestämde sig Gene Simmons och Paul Stanley att bilda ett nytt band som skulle vara mycket hårdare och råare än Wicked Lester. Resultatet blev Kiss. Peter Criss och Ace Frehley var medlemmar i slutet av Wicked Lesters period innan bandet helt började om på nytt och döpte om sig till Kiss. 
Några Wicked Lester-låtar är "Love Her All I Can" och "Too Many Mondays". Några KISS-låtar, till exempel "She" och "Goin' Blind", skrevs även under Wicked Lester-tiden.
Många tror även att "Stanley the Parrot" spelades in av Wicked Lester. Den spelades dock in tidigare av Gene Simmons band Bullfrog Bheer.

## Bandmedlemmar
- Paul Stanley – gitarr, sång (1970–1973)
- Gene Simmons – basgitarr, sång (1970–1973)
- Brooke Ostrander – keyboard (1970–september 1972)
- Stephen Coronel – gitarr, (1970–februari 1972)
- Joe Davidson – trummor (1970)
- Tony Zarrella – trummor (1970–september 1972)
- Ron Leejack – gitarr (februari 1972–september 1972)
- Peter Criss – trummor (september 1972–1973)
- Ace Frehley – gitarr (december 1972–1973)

## Diskografi
- Wicked Lester Demo – (1972)